# Heckler & Koch P8A1

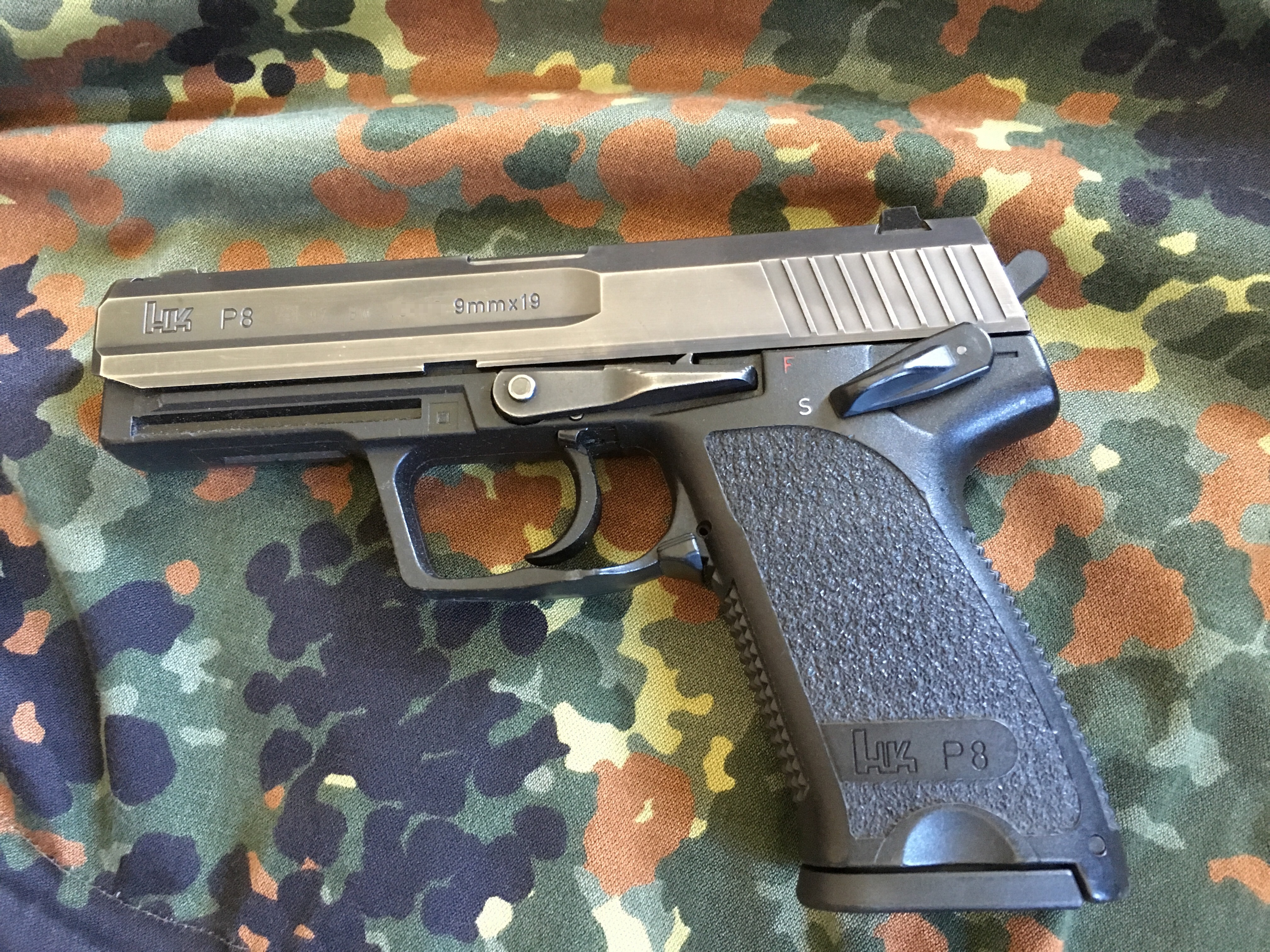
Pistola P8

A pistola P8A1 (HK P8A1) é uma variação da pistola de modelo semiautomática USP ("Universelle Selbstladepistole" significado em alemão) produzida pela empresa Heckler & Koch GmbH, localizada em Oberndorf am Neckar, com objetivo de substituir a antiga série de pistolas P7 e definir um novo padrão de pistolas militares na década de 90 para uso exclusivo das Forças Armadas na Alemanha Bundeswehr.
Primeiramente, o modelo foi produzido sob nomenclatura numérica P8 (nomenclatura sequente à pistola P7), mas logo em seguida foi alterada, recebendo uma nova nomenclatura, modelo P8A1. A finalidade da P8A1 é proporcionar uma dupla segurança e ao mesmo tempo uma possibilidade de gatilho mais pesado e uma outra opção de gatilho mais leve, fornecendo assim uma diversificação no padrão de uso mediante as situações de combate e proporcionando uma maior segurança em seu transporte ao "Modo Carrregado".
Após alguns anos foi criticada, por conta de ser uma pistola de dificil manuseio para atiradores canhotos, já que a produção dela não permitia por parte do fabricante, realizar um ajuste na trava de segurança ao lado direito da pistola (ou ambos lados como oferecido em algumas pistolas de modelo USP) permitindo o atirador canhoto (sinistro) manusear alavanca para do lado direito. De modo diferente da linha de produção USP, ela somente é oferecida pelo fabricante no calibre 9x19mm Parabellum. 
Em comparação com outras pistolas de polímero, a pistola P8A1 possui uma resistência incomparável, recebendo diversas avaliações positivas quanto a durabilidade de seu material e proteção superior ao processos de oxidação.

## Informações Técnicas
A P8A1 é baseada no sistema de recuo da Browning mas modificado e patenteado por seu fabricante. Sem carregador, a arma pesa 720g, seu carregador original é translúcido e semi-transparente, permitindo uma reflexão em zonas escuras ou noturnas e possui um peso de 50g não-municiado. Originalmente a pistola P8A1 é produzida com um cano de 108 mm e permite um alcançe máximo definido pelo fabricante de até 50 metros na velocidade inicial de 360 m/s (mas para efeito de precisão considera-se somente 25 metros). Seu carregador original pode suportar até 15 munições do calibre 9x19mm.
Sua caracterítica específica é a alavanca de segurança, que oferece o desarmamento e um funionamento na trava de segurança de uma forma diferente ao padrão oferecido pela pistola "irmã" USP, de cima para baixo: “Modo de Disparo”, “Modo Seguro” e “Modo Desarmamento”.
Nos EUA existem fabricantes paralelos que produzem carregadores para comportar até 50 munições e através da troca de cano com outros canos da USP (Expert, Elite), a P8A1 pode ser usada em modo de carabina, permitindo um alcançe preciso de até 50 metros.

## Galeria

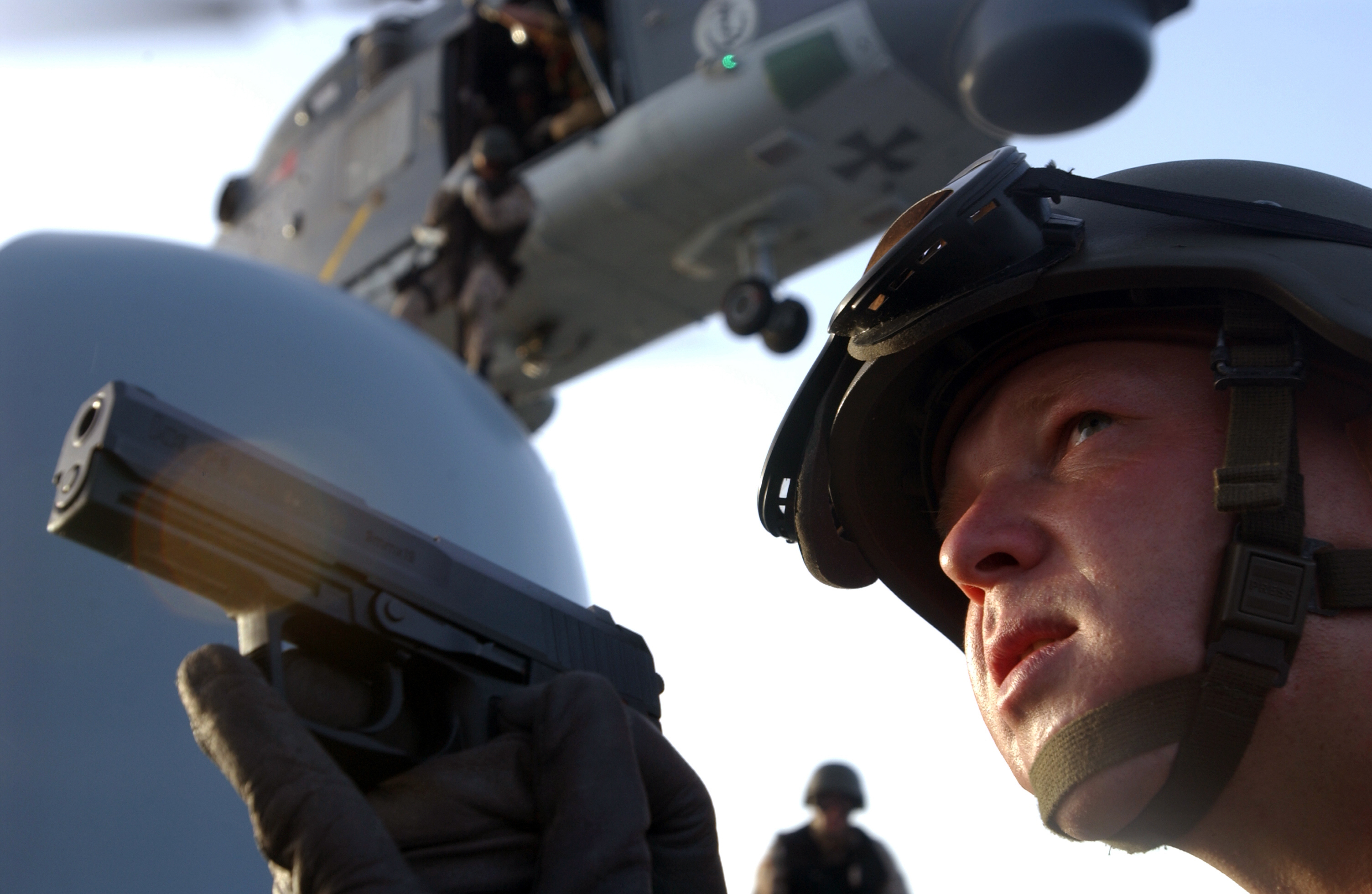
Soldado alemão, da tripulação da fragata FGS Augsburg (F213), realizando exercício com pistola P8A1.
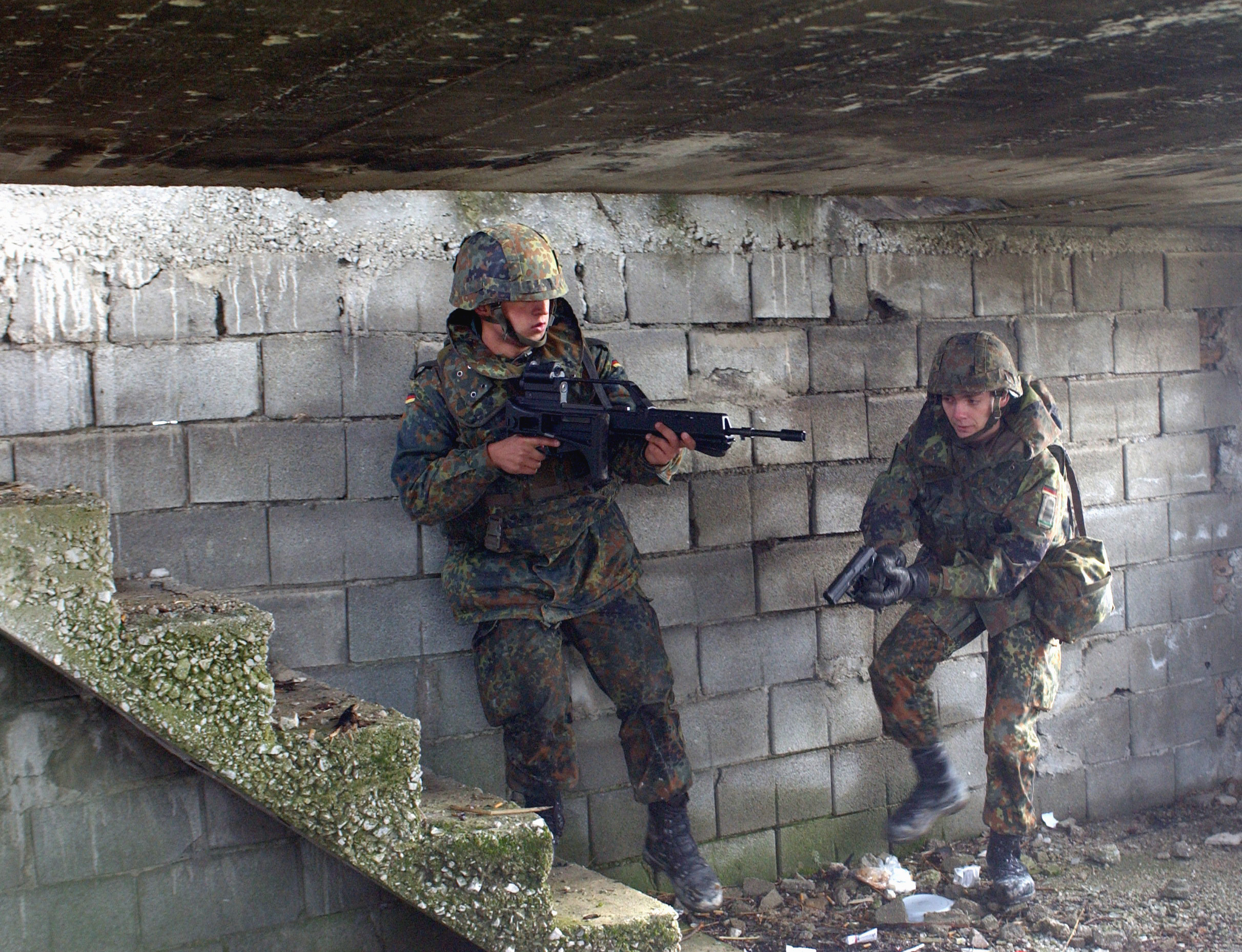
Soldados alemães realizando exercício com fuzil G36 e pistola P8A1.
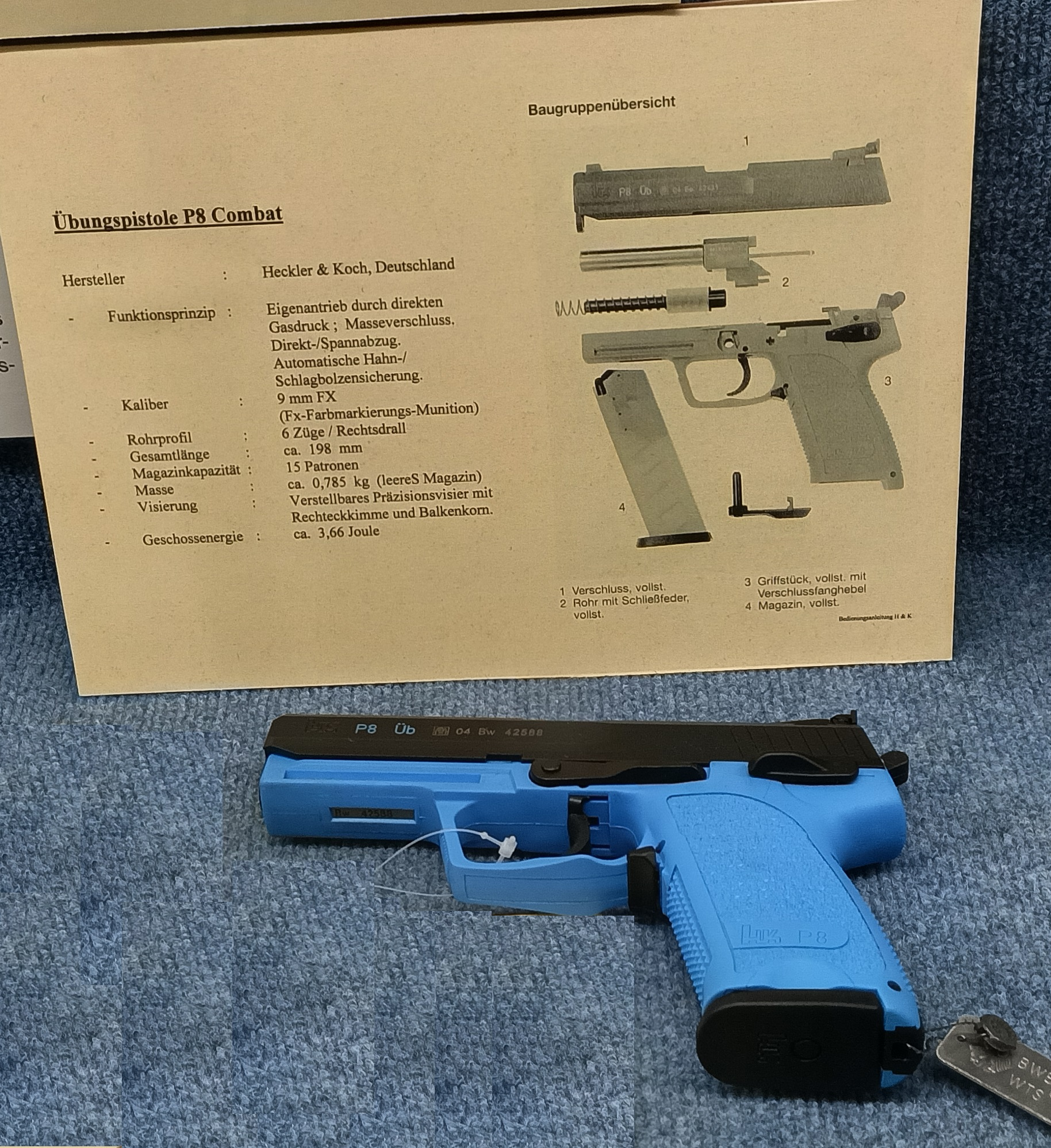
Modelo P8A1 fabricada pela H&K para realização de exercícios, sem capacidade de uso letal.
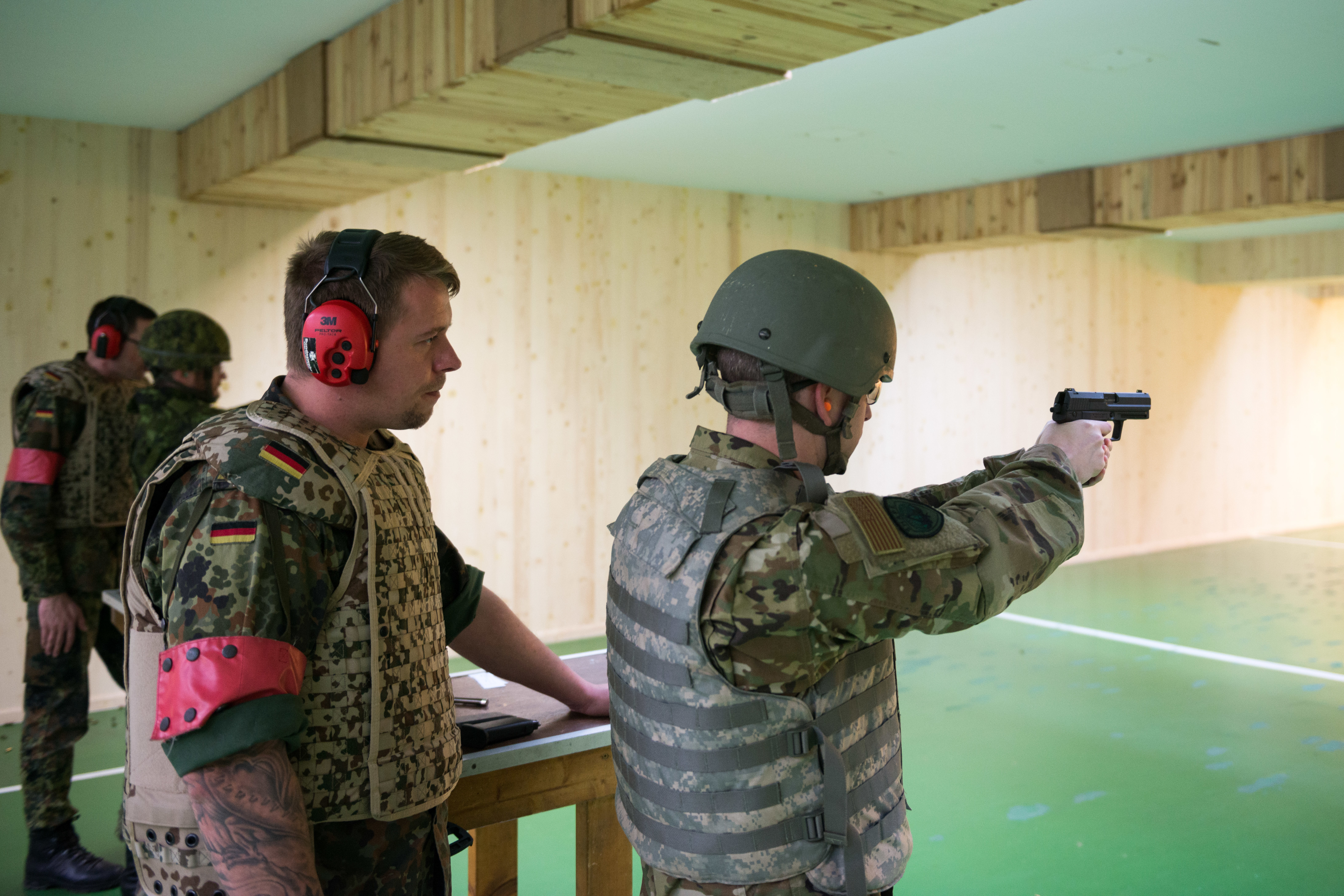
Soldados alemães e norte-americanos realizando curso e provas de competição militar com pistola P8A1.